# 衝動控制障礙
冲动控制障碍是一类以冲动为特征的精神疾病。此類患者未能抵制诱惑或冲动。许多精神疾病都以冲动为特征，例如注意力不足過動症、胎兒酒精譜系障礙、反社会人格障碍、边缘性人格障碍、品行障碍和一些情感障礙。